# Casablanca (Schiff)
Die USS Casablanca (CVE-55) war ein Geleitflugzeugträger der United States Navy und das Typschiff  der Casablanca-Klasse. Der Träger war von Juli 1943 bis Juni 1946 im Einsatz bei der US-Marine.

## Geschichte
Der Träger wurde 1942 ursprünglich als HMS Ameer und der Klassifizierung „AVG“ (Auxiliary Aircraft Ferry, Hilfsflugzeugfähre) für die Royal Navy geordert. Am 20. August wurde die Kennung in „ACV“, Hilfsflugzeugträger, geändert, am 3. November erfolgte dann die Kiellegung bei den Kaiser Shipyards in Vancouver, Washington. Während des Baus, am 23. Januar 1943 erfolgte die Umbenennung in Alazon Bay, am 3. April, zwei Tage vor dem Stapellauf erhielt der Träger seinen endgültigen Namen USS Casablanca. Die Schiffstaufe erfolgte durch Eleanor Roosevelt, die Ehefrau des US-Präsidenten Franklin D. Roosevelt. Am 8. Juli 1943 wurde die Casablanca unter dem Kommando von Commander W. W. Gallaway bei der US-Pazifikflotte in Dienst gestellt. Eine Woche später wurde die Kennung „CVE“ für Geleitflugzeugträger eingeführt. Bis August 1944 operierte der Träger in der Juan-de-Fuca-Straße als Trainingsträger für Schiffs- und Flugzeugbesatzungen. Am 24. August verließ die Casablanca die Bucht von San Francisco, um Treibstoff, Flugzeuge und Soldaten nach Manus zu bringen. Nach der Rückkehr nach San Diego am 8. Oktober nahm der Träger seine Trainingsfahrten an der Westküste wieder auf. Am 22. Januar 1945 ging die Casablanca in San Diego zur Überholung ins Dock. Nach Abschluss der Arbeiten am 13. März stach der Träger mit Ziel Hawaii und Guam in See, um Material zu transportieren. Bis zum 12. Mai transportierte die Casablanca Material und Soldaten zwischen Samar, Manus und Palau, dann kehrte sie zur erneuten Überholung an die Westküste der Staaten zurück. Am 24. Juni lief sie erneut mit Passagieren in Pearl Harbor ein, in der Folgezeit folgten weitere Personaltransporte zwischen der US-Westküste und Hawaii und Guam. Im August war die Casablanca kurz als Trainingsträger vor Saipan im Einsatz. Nach der japanischen Kapitulation brachte der Träger im September erstmals Soldaten wieder in die Heimat, im Oktober und November folgten weitere Rücktransporte von pazifischen Inseln. Die letzte Einsatzfahrt führte den Träger vom 8. Dezember 1945 bis zum 16. Januar 1946 von San Francisco nach Yokohama. Am 23. Januar 1946 verließ die Casablanca San Francisco mit Ziel US-Ostküste. Am 10. Februar traf sie in Norfolk ein, wo sie am 10. Juni außer Dienst und der Reserve überstellt wurde. Am 23. April 1947 wurde der Träger zur Verschrottung verkauft.